# Woow
Woow è un singolo del gruppo musicale italiano La Rappresentante di Lista, pubblicato il 29 gennaio 2019 come secondo estratto dal terzo album in studio Go Go Diva.

## Descrizione
Scritto e composto dal duo, si tratta della traccia di chiusura dell'album ed è stato definito dalla critica specializzata come «un monologo delicato», riprendendo la tematica principale della sessualità ma proponendo un capovolgimento dei ruoli: «Rivèstiti dei panni miei / sei la donna che vorrei».
Nonostante la cantante ammetta di aver compreso troppo tardi l'amante, adesso si augura più consapevolezza nella loro relazione e una maggiore simbiosi («Ho capito tardi come stai», «Tremi un po' e tremo anch'io»), chiedendo invece all'interlocutore di mettersi dalla sua parte per capirne meglio le difficoltà e di rendere speciali quegli attimi insieme («Guardami com'ero, come sarò, come sono», «Sorprendimi un po', rimettiti su di me, sono attimi che mi dai»).
L'obiettivo di tale richiesta è dunque un'evoluzione del rapporto, una maggiore generosità e del coraggio che potranno portare all'«idilliaca empatia», all'«estasi» tra i due innamorati.

## Video musicale
Il video è stato pubblicato il 29 gennaio 2019 attraverso il canale YouTube del duo. Lo stesso gruppo annuncia l'uscita del videoclip il giorno precedente con una nota sui social che sottolinea la necessità di uscire dalle sovrastrutture, in coerenza al testo della canzone:
In un tempo in cui la comunicazione, tra strilli e declami, alza barriere, chiude lo scambio, colpisce e stordisce, questo video vuole essere un omaggio alla vera natura del dialogo o meglio ancora un elogio dell'ascolto. Un invito a giocare con i propri codici, mischiandoli e accostandoli come si fa con i colori, per scoprire che quello che si dice con gli occhi, che si sente in pancia o che si vede solo toccando, costituisce una grammatica più affidabile e autentica.»

## Tracce
Testi e musiche di Veronica Lucchesi e Dario Mangiaracina.
1. Woow – 3:52

## Formazione
Gruppo
- Veronica Lucchesi – voce, cori
- Dario Mangiaracina – chitarra, sintetizzatore, pianoforte Farfisa, basso, voce

Altri musicisti
- Davide Rossi – composizione ed esecuzione strumenti ad arco
- Roberto Cammarata – programmazione e chitarra aggiuntive
- Marta Cannuscio – percussioni, cori
- Angelo Di Mino – sintetizzatore aggiuntivo
- Fabio Gargiulo – sintetizzatore aggiuntivo, Valhalla DSP, Roland RE-201
- Erika Lucchesi – sassofono, cori
- Enrico Lupi – tromba, Fender Rhodes, cori
- Massimo Sciamannea – programmazione, montaggio, sintetizzatore aggiuntivo

Produzione
- Fabio Gargiulo – produzione artistica, registrazione
- Sabino Cannone – registrazione, missaggio, mastering
- Roberto Cammarata – registrazione aggiuntiva, pre-produzione